# إني
إني «الوكالة الوطنية للمحروقات» أو (بالإيطالية: ENI - Ente Nazionale Idrocarburi), هي شركة إيطالية عملاقة لاستكشاف واستخراج النفط لها وجود في أكثر من 85 بلدا. تأسست بعد الحرب العالمية الثانية لسد احتياجات إيطاليا من النفط وأصبحت الآن مجموعة نفطية من أكبر الشركات الأوروبية تضم عدد من الشركات الصغيرة والمتوسطة. وقد يكون سبب نمو الشركة بهذه السرعة هو استثمارها في الاتحاد السوفيتي وأوروبا الشيوعية وليبيا وإيران خلال الحرب الباردة.
و تقوم الشركة أيضا بتصنيع وإنشاء منصات لاستخراج النفط والغاز من أعالي البحار.
وقامت الشركة بعدة اكتشافات في مجال الغاز في منطقة شرق المتوسط في مصر
وقبرص.

## التاريخ

### 1950 إلى 1970

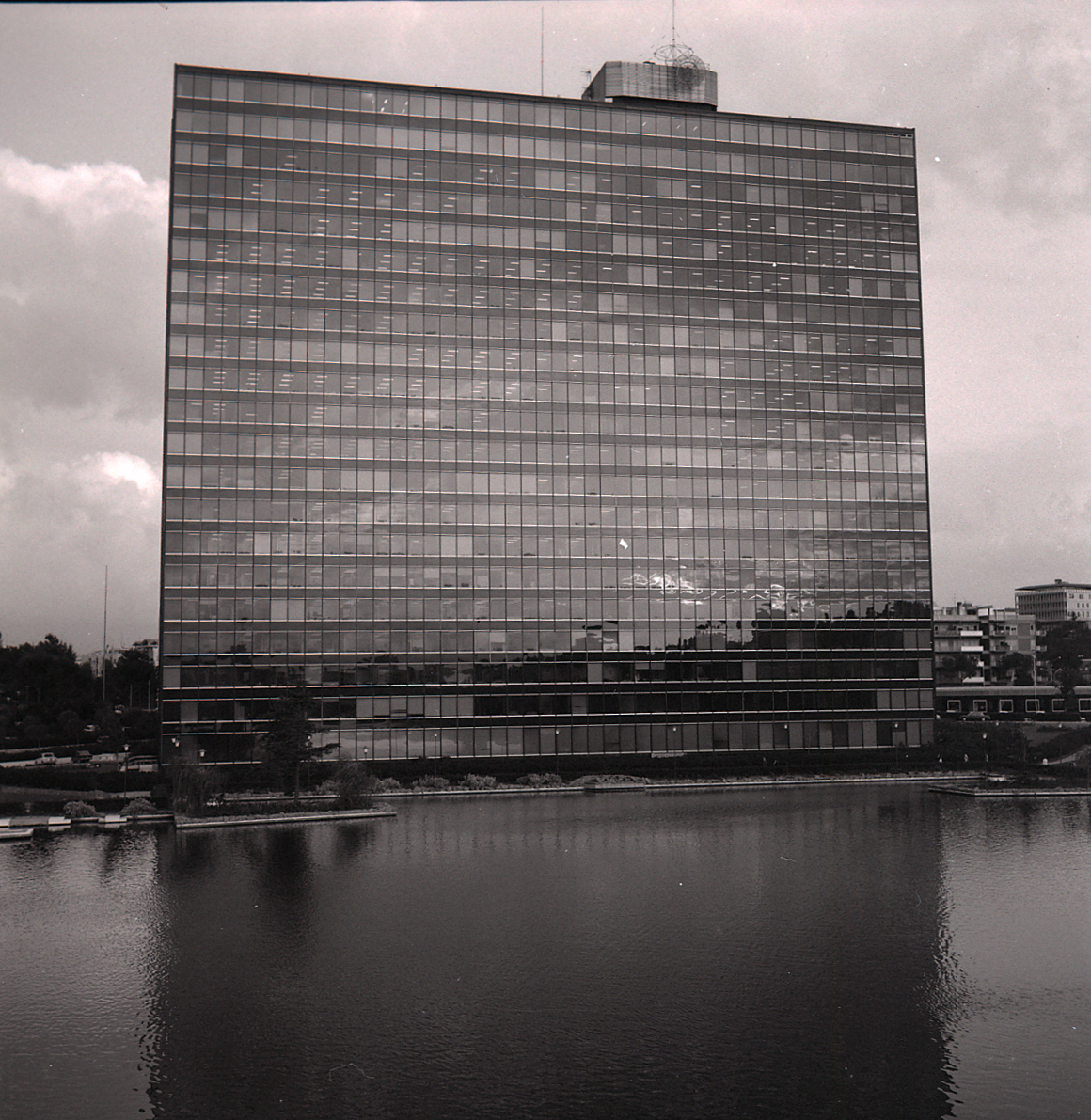
قصر إني في روما بني خلال الفترة (1959-1962). تصوير باولو مونتي، 1967

تأسَّست إني في 1953 من شركة أجيب وَالتي أُنشت في 1926 للتنقيب عن النفط وتكريره وتسويقه. وفي مارس 1953 تم ترشيح إنريكو ماتي رئيسًا للشركة.
كانت إني في الأصل اختصارًا لاسم الشركة الكامل «الهيئة الوطنيَّة للهيدروكربونات» (بالإيطالية: Ente Nazionale Idrocarburi)، وبعد عام 1995 لم يُعدُّ الاسم مرتبطاً باسمِ الشركة لكنّ تم الاستمرار عليهِ. وقد أُختير شعارها في عام 1952 وهو عبارة عن كلب بستة أرجل يرمز إلى مجموع عجلات السيارة الأربع ورجلي سائقها.
حصلت إني على حقوق استكشاف واسعة النطاق في شمال إفريقيا مُنذُ 1954، حيثُ وقَّعت اتفاقية مع الحُكومة المِصْرِيَّة بِقيادة جمال عبد الناصر لتوفير دور نشط ومتساوٍ للدول المنتجة للنفط الخام من خِلال إِنشاء مشاريع مشتركة. وفي 1957 دفعت لاِتِفاقِيَّة مماثلة عُرفت باسمِ «صيغة ماتي»،  وقعتها مع الشاه الفارسي محمد رضا بهلوي والشركة الوطنية الإيرانية للنفط. وفي عام 1960 خِلال فترة الحرب الباردة وقَّعت إني اتفاقية مع الاتحاد السوفيتي لاستيراد الخام الروسيّ بِأسْعَار منخفضة.
في 27 أكتوبر 1962 انفجرت طائرة رئيس الشركة «إنريكو ماتي» في ظروف غامضة بالقرب من باسكاب عندما كانَ في طريقه إلى ميلانو قادماً من قطانية. واعتُبرت وفاته في البداية حادثًا، لكنّ ثبت لاحقًا أنَّها جريمة قتل تهدف لحماية وإخفاء مصالح اقتصاديّة وسياسية مهمة في إيطاليا وفي الخارج، كما هو مذكور بوضوح في محاضر محاكمة اغتيال الصحفي ماورو دي ماورو الذي كانَ يحقق في مقتل إنريكو ماتي.
خِلال السنوات التالية وقَّعت إني عقود مشاريع مشتركة مع شركات أجنبية لتوريد الخام من مصر إلى إيران ومن ليبيا إلى تونس. وفي 1963 أستحوذت إني على حصّة أغلبية في شركة إيتالجاس.

### 1970 إلى 1990
في أكتوبر 1973 حدثت أزمة نفطية خطيرة، بعدَ فرض أوبك حظراً على تصدير النفط،  إلى الولايات المتَّحدة وهولندا، بعدَ أن زودت هولندا إسرائيل بالأسلحة وسمحت للأميركيين بِاستخدام المطارات الهولنديّة لإمداد ودعم إسرائيل،  ممَّا دفع شركة إني إلى تعزيز موقعها في السوق الدوليَّة بتوقيع اتفاقية مع شركة النفط الحكوميَّة الجزائرية لتوريد الغاز الطبيعي. سوناطراك. وفي عام 1974 وقَّعت إني اتفاقية مع الحُكومة الليبية، تلتها اتفاقيَّات إضافية مع مصر ونيجيريا وتونس.
خِلال منتصف السبعينات خططت إني لبنية تحتية رئيسيَّة لنقل الغاز الطبيعي عبر مسافات طويلة، من خِلال بناءً شبكة خطوط أنابيب تمتد لآلاف الأميال في جميع أنحاءِ أوروبا عبر البحر الأبيض المتوسط.
بعدَ تدشين خط أنابيب عبر البحر الأبيض المتوسط يربط الجزائر بصقلية عبر تونس،  وقَّعت إني اتفاقية جديدة مع ليبيا لاستغلال "حقل البوري"  أكبر حقل نفط في وسط البحر الأبيض المتوسط،  وتطوّر دورها الدوليّ في صناعة النفط.

### 1990 إلى 2000
أصبحت إني شركة مُسَاهَمَةِ في 1992،  وأُدرجت في البورصة الإيطالية وبورصة نيويورك في عام 1995،  وقدمت أربعة عروض أسهم خلال الفَترَةِ مِن 1995 إلى 1998 باعت فِيهَا 70 بالمائة مِن أصولها لمساهمين مِن القِطَاعِ الخاص.
مَعَ انهيار أسعار النفط في 1998 تحولت إني كما الشركات الأخرى إلى سباق الاندماجات والاستحواذات الدولية والاستكشافات الجَدِيدَةِ وتَأسِيس شركات عملاقة حقيقية.

### 2000 إلى 2010
عملت إني في 2000 عَلَى تطوير حقل كاشاغان،  وهُوَ اكتشاف بحري رئيسي عَلَى طُولِ بحر قزوين. وَفِي 2005 أُفتتح «خط أنابيب بلو ستريم» لمد الغاز مِن جَنُوبِ روسيا إلى تركيا كمشروع مُشتَرَك بَينَ إني وغازبروم. وَفِي عام 2007 وقعت إني اتفاقية مَعَ غازبروم لإجراء دراسة جدوى لخط أنابيب «ساوث ستريم» لنقل الغاز الروسي إلى أُورُوبَّا عبر البحر الأسود.
بدأ «نايت فينكي» مدير الأصول الناشط الَّذِي يمتلك 1 بالمائة مِن الأسهم القَائِمَةِ في الشركة الضغط عَلَى إِدَارَةَ إني لتشغيل جُزء مِن أنشطتها الغازية لحل التقليل مِن قيمة الشركة وإطلاق سراح مَا يصل إلى 50 مليار يورو (70 مليار دولار) مِن القيمة المخفية.
في عام 2010 حققت إني إنجازًا رئيسيًا في الإنتاج في حقل الزبير النفطي العراقي،  وأعلنت عَن اكتشافات كبرى للغاز الطبيعي في موزمبيق بَينَ عامي 2011 و2012 مِثل «مامبا ساوث»،  و«مامبا نورث»،  و«مامبا نورث إيست»،  و«مرجان 1». وكَانَت قد حصلت في 2006 عَلَى ترخيص لاستكشاف مِنطَقَةِ بحرية في شَمَالَ موزمبيق تُعرف بِاِسمِ المنطقة 4.

### 2010 حتى الوقت الحاضر

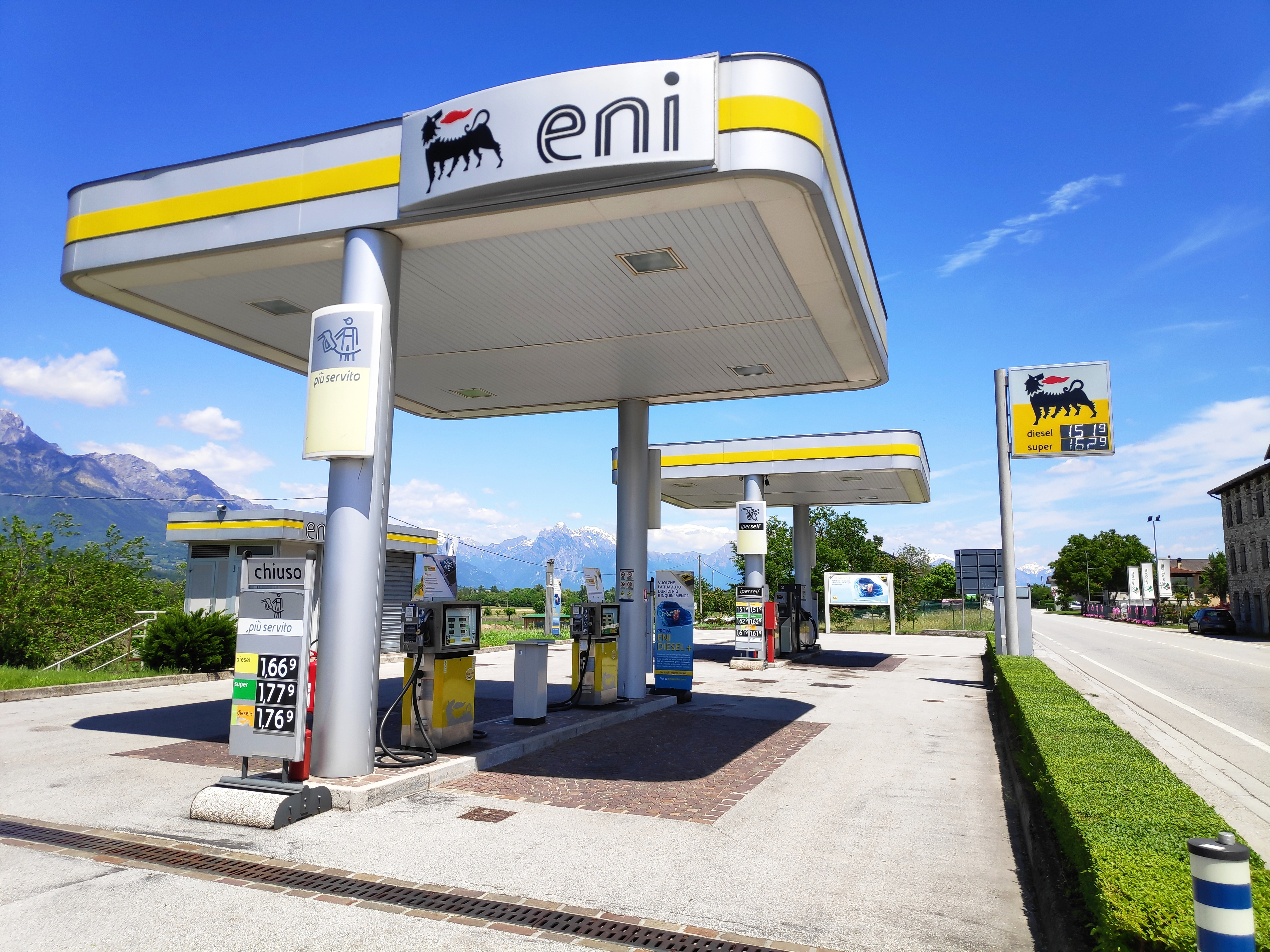
محطة بنزين إني في لينتياي

تبيع إني مُنذُ عام 2012 أصول التكرير والتَسوِيق الَّتِي تمتلكها في أُورُوبَّا الشرقيَّة لِزِيادَةِ الربحية، وبحلول 2013 خفضت قدرتها التكريرية بنِسبَة 13 بالمائة، وَفِي مايو 2014 وَافَقت على بيع حصَّتها البالغة 32.5 بالمائة في شَّرِكَة التكرير التشيكيَّة "Česká rafinerská" إلى مَجمُوعَة «إم أو إل المجريَّة».
اكتشفت شَّرِكَة إني النفط في اَلمِنطَقَة البحريَّة لجمهوريَّة الكُونغُوِ الديمقراطيَّة في فبراير 2014،  ووقعت في يونيو 2014 اتفاقية مَعَ شَّرِكَة ساسول للحصول على حصّة 40 بالمائة في تصريح لاستكشاف مِنطَقَةِ بمِسَاحَة 82,000 كيلومتر مربع (32,000 ميل2) قبالة الساحل الشرقي لجنوب إفريقيا،  وَفِي العَامِ ذاته أَطلَقَت إني خُطَّةِ جديدة لتحويل مصافيها التقليديّة إلى مصافي حيوية وَكَانَ المصنع الأول في بورتو مارغيرا،  واِفتَتَحَت المصنع الثاني في جيلا في عام 2019.
في يناير 2015 وقَّعت إني بالتَّعَاوُنِ مَعَ فيتول إنيرجي اتفاقية بقِيمَة 7 مِليار دُولَار مَعَ حكومة غانا لإنتاج النفط والغاز في كيب ثري بوينتس في اَلمِنطَقَة الغَربيَّة مِن غانا، في مُحاوَلة لِتَمُكِينَ غانا مِن تلبية احتياجاتها مِن الطاقة والطاقة، وَفِي أغسطس أَعلَنَت اكتشاف حقل غاز ضخم قبالة سواحل مصر.
في 2016 أَطلَقَت إني «مَشرُوع إيطاليا» الَّذِي يهدف لإعادة تَطوِير مناطقها الصناعيّة وإِنشاءِ مصانع إِنتاج مصادر متجددة جديدة،  واِفتَتَحَت أول مصنع للطاقة الكهروضوئية في 2018 في أسيميني،  واِفتَتَحَت المصنع الثاني في بورتو توريس. وَفِي يوليو 2017 قبلت شَّرِكَة النفط العملاقة المسؤوليَّة عَن تسرب النفط الَّذِي أثر على «ساحل فايلد» في بلاكبول في المملكة المتَّحدة.
في يناير 2018 أَطلَقَت إني حاسوبها الفائق HPC4 الجَدِيد، الَّذِي يُعد مِن أقوى أَنظِمَة الحوسبة الَّتِي تسمح باستكشاف أَكثَرَ فَعَالِيَةِ وسرعة لخزانات النفط والغاز. ومُنذُ فبراير 2020 استبدلته بالنموذج الجَدِيد HPC5 الَّذِي يمتلك ثلاثة أضعاف قُدرَةِ الجهاز السَّابِقَ.
في مارس 2018 توصلت إني إلى اتفاق مَعَ معهد ماساتشوستس للتكنولوجيا لتمويل مشاريع أبحاث الاندماج الَّتِي نفذت في مختبر مَركَزِ البلازما للعلوم والانصهار الَّذِي تم إنشاؤه حديثًا للابتكار في تقنيات الانصهار، ومِن المتوقع أن تَبلُغ قِيمَة الاِستِثمَارات في المشاريع البحثية حوالي 2 مليُون دُولَار في السنوات التَالِيَة.

## البيانات الماليَّة
| عام        | 2013    | 2014    | 2015    | 2016    | 2017    | 2018    | 2019    |
| ---------- | ------- | ------- | ------- | ------- | ------- | ------- | ------- |
| الإيرادات  | 116.107 | 110.948 | 68.945  | 56.693  | 66.919  | 75.822  | 69.881  |
| صافي الدخل | 4.972   | 0.850   | −7.127  | −1.044  | 3.374   | 4.126   | 148     |
| الأصول     | 138.088 | 146.207 | 134.792 | 124.545 | 114.928 | 118.373 | 123.440 |
| الموظَّفين   | 30970   | 29403   | 29.053  | 33536   | 32934   | 31701   | 32.053  |

## العمليات

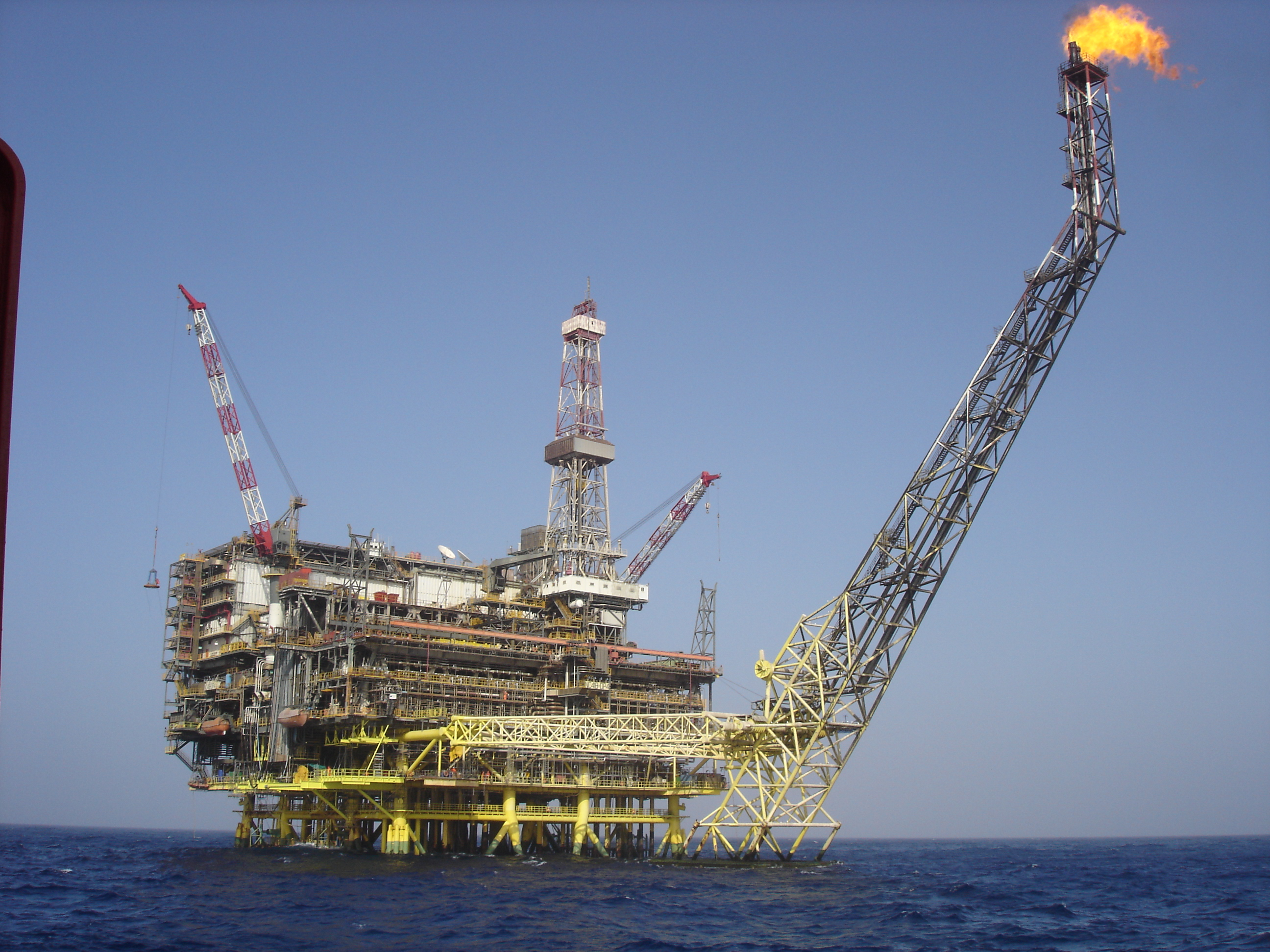
منصة "إني إويل بوري دي بي 4" في حقل بوري وهي أكبر منصة في البحر الأبيض المتوسط.

### التنقيب والإنتاج
تعمل شَّرِكَة إني في الاستكشافات واستبدال الاحتياطيات وهما المحركان الرئيسيان لِلشَّرِكَة،  وتَعَزُّزَ الإِنتاج في مَنَاطِقِ حقولها النفطيَّة الأساسيّة في شَمَالَ وجَنُوبِ الصحراء الكبرى في أفريقيا،  وفنزويلا،  وبحر بارنتس،  وشبه جزيرة يامال،  وكازاخستان،  والعراق  والشَّرقِ الأقصى. حيثُ تمتلك إني حوالي 130 شَّرِكَة تَابِعَة مُتخصصة في التنقيب والإِنتاج،  مِثل إني نورج.
في عام 2012 قَالَت شَّرِكَة إني إن إِنتاجها للسوائل والغاز يبلغ 1,701 ألف برميل مِن المكافئ النفطيّ في اليوم.  وَفِي العَامِ ذاته حفرت 60 بئر استكشافية جديدة و351 بئر تنموية،  مُقارنة بحفر 56 بئر استكشافية و407 بئر تنموية في عام 2011،  و47 بئر استكشافية و399 بئر تنموية في 2010،  وبلغ مُعَدّل النجاح التِجَارِيّ الإجمالي 40 بالمائة، مُقارنة بنِسبَة 42 بالمائة في 2011، و41 بالمائة في 2010.
في عام 2019 قَالَت شَّرِكَة إني إن إِنتاجها للهيدروكربونات بلغَ 1,871 برميل نفط مكافئ في اليوم.في 17 فبراير 2025، تخطط شركة "إيني" الإيطالية لبدء ضخ 100 مليون قدم مكعب من الغاز يومياً من منطقة امتياز "نور" الواقعة في شرق البحر المتوسط قبالة سواحل مصر الشمالية، وذلك بحلول منتصف عام 2026.

### الغاز والطاقة

#### الغاز الطبيعي
بَلَغَت مَبيعات الغاز الطَّبيعِيّ مِن شَّرِكَة إني 95.32 مِليار متر مكعب في 2012، بانخفاض 1.44 مِليار متر مكعب مُقارنة بعام 2011. وَفِي 2019 أَعلَنَت إني أن مَبيعاتها مِن الغاز الطَّبيعِيّ في جَمِيعَ أنحاءِ العَالَمِ بَلَغَت 73.07 مِليار متر مكعب. 
تمتلك إني عدَّة مواقع لتوليد الطاقة في فيريرا إربوغنانو ورافينا وليفورنو وتارانتو ومانتوفا وبرينديزي وفرارة وبولجيانو،  وَفِي 2012 ولدت طاقة بقُدرَةِ 25.67 تيراواط/ساعة. حيثُ توفر شَّرِكَة إني الطاقة لعدد 2600 عميل مِن الشَّرِكَاتِ الكبيرة وشركات توليد الطاقة وتجار الجملة وموزعي الغاز الطَّبيعِيّ لاستخدامات السيَّارات، وتُوفر الطاقة أيضًا لعدد 7.45 مليُون مُستخدم بمَا في ذَلِك الأسر والمهنيين وَالشَّرِكاتِ الصَّغِيرَةِ وَالمُتَوَسِطَةِ والهيئات العامَّة المُنتشرة في جَمِيعَ أنحاءِ إيطاليا ولَهَا 2.09 مليُون عميل في الدُّوَلِ الأوروبيّة، ولَهَا مَبيعات دَولِيَّة في شبه الجزيرة الإيبيرية، وألمانيا، والنمسا، وبنلوكس، والمجر، والمملكة المتَّحدة، وشَمَالَ أُورُوبَّا، وتُركيَّا، وفرنسا.

#### توليد الطاقة
تمتلك شَّرِكَة إني عَدَة مواقع لتوليد الكهرباء في إيطاليا بالغاز الطبيعي وهي: محطة بولجيانو وتبلغ قدرتها 95 ميغاواط، ومحطة برينديزي وتبلغ قدرتها 1715 ميغاواط، ومحطة فرارة وتبلغ قدرتها 586 ميغاواط، ومحطة فيريرا إيربوجنون وتبلغ قدرتها 1785 ميغاواط، ومحطة مانتوفا وتبلغ قدرتها 1387 ميغاواط، ومحطة رافينا وتبلغ قدرتها 618 ميغاواط.

### التكرير والتسويق
تعمل شَّرِكَة إني في مَجَالِ تكرير وتَسوِيق المُنتجات البترولية، وتُعد المشغل الرائد في تكرير وتَسوِيق المُنتجات البترولية في إيطاليا،  وتعمل إني في أَنشطة البيع بالتجزئة تحت علامتيّ إني وأجيب، وأَنشطة البيع بالجملة في دُوِلَ أُورُوبَّا الوسطى والشرقيَّة أيضًا مِثل النمسا، وفرنسا، وألمانيا، وإيطاليا، وجُمهُورِيَّةِ التشيك، ورومانيا، وسلوفاكيا، وسلوفينيا، وسويسرا، والمجر،  وَفِي 2019 بَلَغَت حصَّتها في سوق التكرير والتَسوِيق 23.7 بالمائة في إيطاليا، و12.3 بالمائة في النمسا، و7.7 بالمائة في سويسرا، و3.2 بالمائة في ألمانيا، و0.6 بالمائة في فرنسا، كما تمتلك حصّة 20 بالمائة مِن مصفاة رويس في أبو ظبي،  تَقوم إني بإعادة تسمية محطَّات الخِدمَةِ التَّابِعَةَ لَهَا في إيطاليا وبقية أُورُوبَّا إلى علامة إني التجاريَّة.

### الهندسة والبناء
تعمل شَّرِكَة إني في الهندسة والبناء والحفر لصناعة النفط والغاز مِن خِلال شَّرِكَة سايبم الفرعيّة،  وَفِي أبريل 2012 أَعلَنَت شَّرِكَة إني بالتَّعَاوُنِ مَعَ "ZEiTECS" عَن أول نِظَام «إي إس بي» (بالإنجليزية: ESP) قابل للاسترداد.

## الشَّرِكَاتِ التَّابِعَةَ
تَشمَل الشَّرِكَاتِ التَّابِعَةَ الرَئِيسيّة لِشَرِكَة إني: 
- إني للغاز والطاقة: وهي شَّرِكَة للغاز الطَّبيعِيّ والطاقة مَقَرها بلجيكا تشكلت مِن اندماج شركتيّ ديستريجاس ونوان بلجام، وهي مَملُوكَة بالكَامِل لِشَرِكَة إني.[152]
- فيرساليز: شَّرِكَة كيميائيّة مَملُوكَة بالكَامِل تدير إِنتاج وتَسوِيق المُنتجات البتروكيماوية مِثل الأوليفينات والعطريات والمواد الوسيطة والسترين واللدائن والبولي إيثيلين.[153]
- سايبم: (مَملُوكَة بنِسبَة 30.54 بالمائة) هي شَّرِكَة مقاولات في صناعة النفط والغاز، تعمل في مَجَالِ الهندسة وَخِدمات حقول النفط والبناء في العديد مِن خطوط الأنابيب، بمَا في ذَلِك بلو ستريم وخط أنابيب الدفق الأخضر ونورد ستريم وساوث ستريم. وهي شَّرِكَة تَابِعَة مدرجة في البورصة الإيطاليَّة.
- إني يو كي: تنفذ عَمَلِيّاتِ في القسم البريطانيّ مِن بحر الشمال، وَفِي البَحرِ الأيرلندي وقبالة ساحل جَزَرِ شيتلاند.[154]
- إني إنديا: تعمل بالقرب مِن جزر أندمان ونيكوبار.[155]
- إني باور - توليد وبيع الكهرباء وتكنولوجيّا البخار
- إني بروجيتي - شَّرِكَة خِدماتِ هندسية
- إني ريويند - خِدمَة متكاملة لإعادة تأهيل البيئة
- إني قاز تبيع الغاز الطَّبيعِيّ والكهرباء للأفراد وَالشَّرِكاتِ
- إني نيكس - رأس المال الاستثماري للشركات لمجموعة إني جروب
- إيوك

## مشاكل قانونية
شملت فضيحة شَّرِكَة «سنترال إنرجي» الإيطاليَّة للغاز القابضة في عام 2005 شركتيّ إني وغازبروم.
في عام 2009 رفعت المفوضيَّة الأوروبيّة اِتِهامات رسميَّة لِمُكَافَحَة الاحتكار ضدَّ إني، حيثُ تعتقد اللَّجنَة أن إني قد تآمرت لمنع المُنافسين من اِستِخدام خطوط أنابيب الغاز الخاصّة بِهَا. وَفِي العَام ذاته وفقًا لبرقيات ويكيليكس أخبر السفير الأمريكيّ «لانيير» واشنطن أن مزاعم الرشوة تم تقديمها في أوغندا من قَبل شَّرِكَة إني الَّتِي تتنافس على الأصول النفطيَّة في البلاد ضدَّ شَّرِكَة تيوللو أويل، وتلقّى رَئِيس الوُزراء الأوغندي الجَدِيد «أماما مبابازي» الرشاوى.
اضطر المدير الماليّ لِشَرِكَة «إني أليساندرو بيرنيني» إلى الاستقالة بَعد اِتِهامات بالفساد ضدَّ شَّرِكَة «سايبم» التَّابِعَة، وتولَّى المدير الماليّ الجَدِيد «ماسيمو موندازي» منصبه في ديسمبر 2012. وتتهم «إني ورويال داتش شل» في إيطاليا بمزاعم فساد في 2011 لشراء حقل نفط بحري كَبِير في نيجيريا يُعرف بِاِسم «أو بي إل 245»، وبحسب مَا ورد فَقَد دفعت إني وشل رشاوى تَبلُغ 1.3 مِليار دُولَار.

## الاستدامة
تم إِدرَاج شَّرِكَة إني في مؤشر FTSE4Good في عام 2006،  وَفِي مؤشر داو جونز للاستدامة في 2007،  وَفِي 2012 تم إدراجها في مؤشر قيادة أداء الكربون،  وكانت الشَّرِكَة الوحيدة في المؤشر القياسي لسوق الأوراق الماليَّة لبورصة إيتاليانا الَّتِي حصلت على المرتبة الثالثة للأخلاقيات القياسيّة،  وَفِي 2012 أيضًا خفضت انبعاثاتها من ثاني أكسيد الكربون الناتجة عَن حرق الغاز بنِسبَة 10 بالمائة بالمُقارنة مَع 2011.
في 2013 تم تَأكِيد وُجُود إني في «مؤشر داو جونز للاستدامة» وَفِي المُراجعة نصف السنويَّة في مارس 2014،  حيثُ واصلت إني التزامها بتقديم التَّقارير المتكاملة، وإعداد التقرير السنوي لعام 2013 وفقًا لمبادئ ومحتويات إِطار إِعداد التَّقارير المتكامل الصادر عَن المَجلِس الدوليّ لإعداد التَّقارير المتكاملة.
قادت إني في 2013 «مُبَادَرَة الطاقة للجميع» في أفريقيا جَنُوب الصحراء من خِلال التَّعَاوُن الدوليّ الَّذِي يهدف إلى ابتكار حلول لِمُكَافَحَة فقر الطاقة، وَلَا سِيمَا في أفريقيا جَنُوب الصحراء الكبرى. من ضمنَ شبكة حلول التَّنمِيَة المُستدامة التَّابِعَة لِلأُمَم المتَّحدة.
في النصف الأول من عام 2014 بَدَأت إني بتشغيل مصنع الكيمياء الخضراء في بورتو توريس ومصفاة فينيسيا الحيويَّة.
تُعدّ شَّرِكَة إني مَسؤُولَة عَن 0.59 بالمائة من انبعاثات غازات الاحتباس الحراري العالميَّة مُنذ 1988 إلى 2015.
في 2019 تُعدّ «إني سبا» من بَين أفضَل 10 شركات حسب دَرَجَة الاستدامة في تصنيف مجلس الأعمال العالمي للتنمية المستدامة.

## وصلات خارجية
- الموقع الرسمي